# Salim Berrada
 (août 2025).
Salim Berrada, né en 1985 à Casablanca, est un criminel sexuel.

## Biographie
Salim Berrada naît au Maroc en 1985. Arrivé en France à l'âge de 20 ans puis diplômé d'une école d'ingénieurs bordelaise, il exerce comme consultant pendant quatre ans puis se lance dans la photographie en 2012.
C'est sur les réseaux sociaux qu'il attire des apprenties modèles, en leur proposant des séances photographiques gratuites. Lors de ces rencontres, il administre à leur insu des substances psychoactives à ses victimes, avant de procéder à des actes sexuels non consentis.
La première plainte est déposée en 2015, seize autres suivront ; Salim Berrada est placé en détention provisoire en 2016 et sort de prison en 2019.
Reconnu coupable de douze viols et trois agressions sexuelles le 29 mars 2024 par la cour criminelle de Paris au terme d'un procès de dix jours, il est condamné à 18 ans de réclusion criminelle, assortis d'une interdiction du territoire français. La cour a retenu le « caractère particulièrement organisé » des faits, un « mode opératoire éprouvé » et le « caractère sériel de ces crimes et délits ». Il interjette appel de sa condamnation.
Salim Berrada est par ailleurs mis en examen pour des faits similaires commis en 2019.